# Attalea amygdalina
Attalea amygdalina är en enhjärtbladig växtart som beskrevs av Carl Sigismund Kunth. Attalea amygdalina ingår i släktet Attalea och familjen Arecaceae. Inga underarter finns listade i Catalogue of Life.